# A Keringés
A Keringés László Zoltán 2007-ben a Galaktika Fantasztikus Könyvek sorozatban megjelent sci-fi-regénye.  Az alkotást 2008-ban Zsoldos Péter-díjjal jutalmazták.

## Történet
|  | Alább a cselekmény részletei következnek! |

A klímaváltozás és a lakosság számának gyors növekedése miatt az erőforrások fogytán vannak a Földön.
Az emberiség számára azonban lehetővé válik az időutazás, így a távoli jövőbe sokan kitelepülhetnek: a Firn-Földre (1,7 millió évnyire), az Auróra-Földre (2,8 millió évnyire) és az Éden-Földre (17 millió évnyire). Az utazók azt tapasztalják, hogy az emberiség ismétlődően, újra meg újra nyomtalanul kihal, a földi környezet meg visszavarázsolódik érintetlenné az évmilliók sodrában.
A történet több évtizeddel a világot kulcsfontosságúan meghatározó találmány megjelenése után játszódik, a kiinduló helyszín a jövőbeli Budapest. Három hétköznapi ember sorsa fonódik össze: egy bárénekesnőé, egy paleontológusnőé és egy bloggeré. A főhősök kalandos utak (többek között: Kairó, Oslo, Auróra-Föld új városai, medencéi) bejárása után találkoznak egymással. A fordulatos történet több szálon fut, a párhuzamos világokba  előreküldött utazók egyszerre élnek és kereskednek az óvilágiakkal és egymással. A művet a kapitalizmuskritika, az új technológiák társadalomformáló erejének ábrázolása jellemzi. Európa partvonalai másképp festenek, a pioníroknak fel kell fedezniük és meg kell hódítaniuk jövőbeli új életterüket.
|  | Itt a vége a cselekmény részletezésének! |

## Szereplők
- Nina Sorger, énekesnő
- Emilia Siennen, paleontológus
- Nicholas Baran, blogger
- Peter Henwaal, holland producer
- Liora, Nina nővére
- Jonathan Travis, Emilia férje
- Bill Jackman, újságíró
- Vivianne Greenholm, ápolónő
- Gianmaria Giacinto, professzor
- Kerencsér Tibor, pilóta
- Simon Sorger, tudós

## Vélemény
A 2005-ös glasgow-i Eurocon kitüntetett szerzője regényével bebizonyítja, hogy a magyar SF semmivel sem marad el a nemzetközi élvonaltól.